# Ctiboř (kraj środkowoczeski)
Ctiboř – gmina w Czechach, w powiecie Benešov, w kraju środkowoczeskim. Według danych Czeskiego Urzędu Statystycznego z dnia 1 stycznia 2017 liczyła 129 mieszkańców.